# Aeroportul Internațional N'Djamena
Aeroportul Internațional N'Djamena (în franceză Aéroport international de Ndjamena-Hassan Djamous) (IATA: NDJ, ICAO: FTTJ) este un aeroport din N'Djamena, Ciad ce deservește zona N'Djamena. Aeroportul a fost tranzitat în 2016 de 221.328 de pasageri. A fost numit după Hassan Djamous⁠(d).
Situat la o altitudine de 295 m, aeroportul dispune de 2 piste.

## Infrastructură

### Piste
Aeroportul dispune de 2 piste. Pista 05/23 are suprafața de asfalt și dimensiunile 2.800 m × 45 m. Pista 05/23 are suprafața de Argilă și dimensiunile 1.500 m × 35 m. 